# Vitstjärtad monal
Vitstjärtad monal (Lophophorus sclateri) är en asiatisk fågel i familjen fasanfåglar inom ordningen hönsfåglar.

## Kännetecken

### Utseende
Vitstjärtad monal är en typisk monal med mycket färgglad handräkt i blått, grönt och rödbrunt. Den har dock en mycket karakteristisk avvikande kort tofs av krulliga hjässfjädrar. Hanen är vit på nedre delen av ryggen, övergumpen och övre stjärttäckarna. Stjärten i övrigt är kastanjebrun, dock även den vit i en nyupptäckt population i Arunachal Pradesh i Indien. Honan är mörkbrun och saknar himalayamonalens vita streckning på undersidan samt den vita strupen. Båda könen har vit spets på stjärten. Kroppslängden är 63-68 cm.

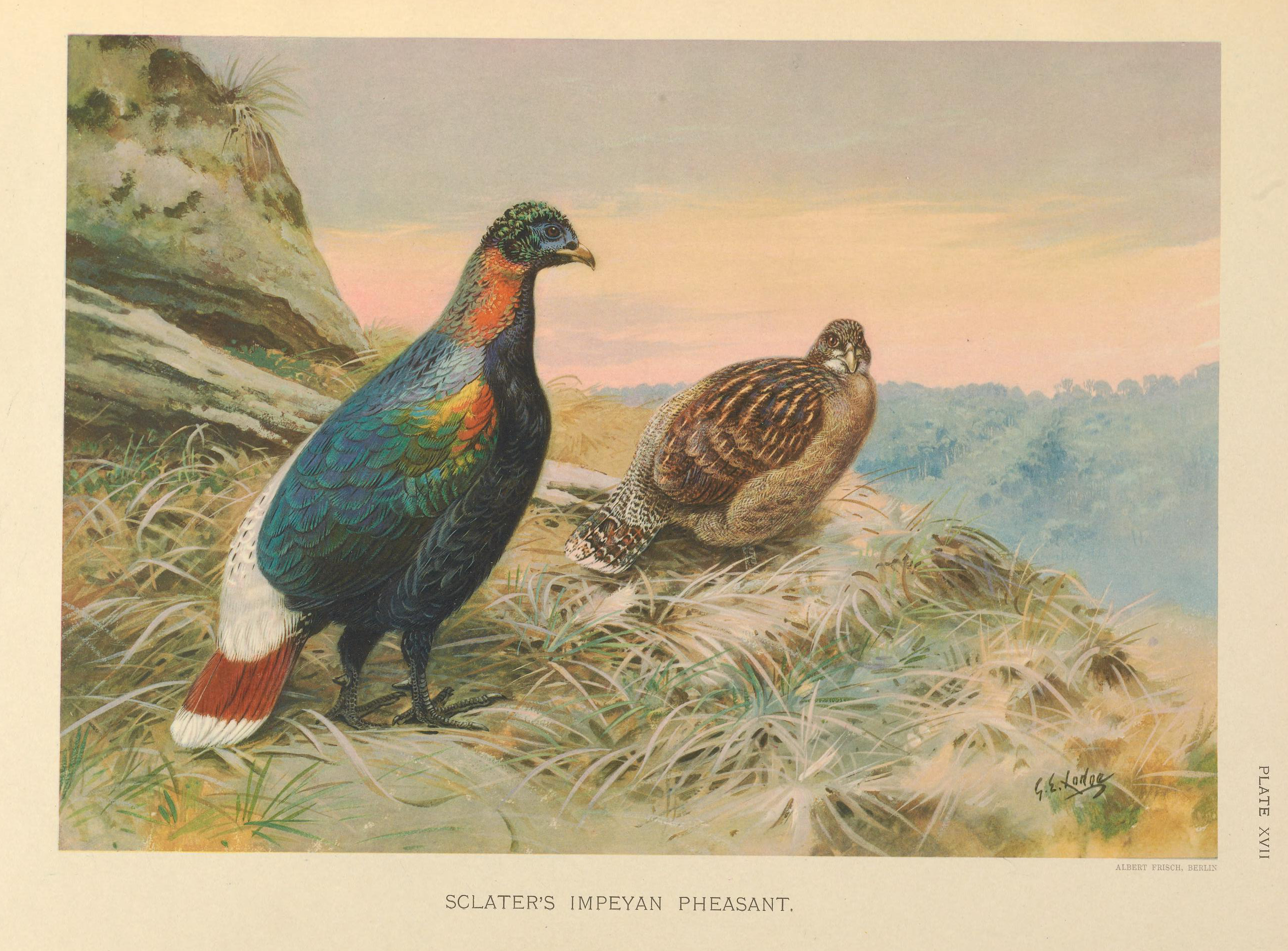

### Läte
Revirlätet är ett vittljudande klagande och ylande skrik som tydligt stiger i tonhöjd på slutet.

## Utbredning och systematik
Vitstjärtad monal delas in i tre underarter med följande utbredning:
- Lophophorus sclateri sclateri – förekommer från sydöstra Tibet söderut till nordöstra Indien (nordöstra Arunachal Pradesh) och österut till södra Kina (norra Yunnan) och norra Myanmar
- Lophophorus sclateri arunachalensis – förekommer i norra Indien, i bergsområden i västra Arunachal Pradesh
- Lophophorus sclateri orientalis – förekommer i nordöstra Myanmar och intilliggande södra Kina (sydvästra Yunnan)

Arten är nära släkt med himalayamonalen (L. impejanus).

## Levnadssätt
Vitstjärtad monal bebor alpängar, rhododendronsnår och branta sluttningar från 3000 till 4200 meters höjd, ner till gränsen till ek- och rhododendronskog, barrskog med tät bambuvegetation, azaleaskog och områden med en och oxbär. Vintertid söker den sig ner till lägre regioner i tempererad skog på 2000-3000 meters höjd. Där den överlappar med himalayamonalen återfinns den generellt på högre nivåer. Under häckningstiden ses den i par men kan bilda grupper vintertid. Fågeln lever av rötter, frön, bark och löv.

## Status och hot
Arten har ett stort utbredningsområde, men tros minska i antal, dock inte tillräckligt kraftigt för att den ska betraktas som hotad. Internationella naturvårdsunionen IUCN listar arten som livskraftig (LC).

## Namn
Fågelns vetenskapliga artnamn hedrar den engelske ornitologen Philip Lutley Sclater (1829-1913).